# 青云谱区
青云谱区是中国江西省南昌市的一个市辖区，因青云谱道观而得名，青雲譜區位於南昌市城區的南部，地處贛撫平原腹地，與青山湖區、南昌縣、西湖區接壤，區政府駐洪都街道。

## 行政区划
2013年，青云谱区辖5个街道、1个镇：
洪都街道、京山街道、三家店街道、岱山街道、徐家坊街道、青云谱镇和南昌昌南工业园。
根據第七次人口普查數據，截至2020年11月1日零時，青雲譜區常住人口為349074人。

## 交通
- 京九铁路、南昌钢铁厂支线：南昌南站